# Eleição presidencial nos Estados Unidos em 1928
A eleição presidencial dos Estados Unidos de 1928 foi a trigésima-sexta eleição presidencial do país, quando o republicano Herbert Hoover venceu o democrata Al Smith. Os republicanos foram identificados com a expansão da economia da década de 1920, enquanto Smith, um católico romano, sofreu politicamente do preconceito anticatólico, a sua postura antilei seca, e o legado de corrupção de Tammany Hall com o qual ele foi associado. Hoover obteve uma vitória esmagadora.

## Processo eleitoral
A partir de 1832, os candidatos para presidente e vice começaram a ser escolhidos através das Convenções. Os delegados partidários, escolhidos por cada estado para representá-los, escolhem quem será lançado candidato pelo partido. Os eleitores gerais elegem outros "eleitores" que formam o Colégio Eleitoral. A quantidade de "eleitores" por estado varia de acordo com a quantidade populacional do estado. Em quase todos os estados, o vencedor do voto popular leva todos os votos do Colégio Eleitoral.

## Convenções

### Convenção Nacional doPartido Socialistade 1928
A oitava Convenção Nacional do Partido Socialista da América (Socialist Party of America) foi realizada entre 13 e 17 de abril em Nova Iorque. Norman Mattoon Thomas foi escolhido na convenção como candidato presidencial. James Maurer foi colocado como vice.

### Convenção Nacional doPartido Republicanode 1928
Com o Presidente Calvin Coolidge optando por não entrar na corrida, a corrida para a indicação foi aberta. Os principais candidatos foram o secretário de Comércio Herbert Hoover, o ex-governador de Illinois Frank Orren Lowden e o Líder da Maioria do Senado Charles Curtis. Um movimento de corrente-Coolidge não conseguiu ganhar importância dentro do partido e não conseguiu convencer o próprio Coolidge a entrar na corrida.
Nas pequenas primárias que importavam, Hoover não teve desempenho tão bem como esperado, e pensava-se que o vice-presidente Charles G. Dawes poderia aceitar um projeto em caso de um impasse, mas Lowden retirou-se, e assim a convenção foi abrindo caminho para uma vitória Hoover.
A Convenção Nacional Republicana foi realizada entre 12 e 15 de junho em 
Kansas City (Missouri), e indicou Hoover com 837 votos contra 74 de Lowden e 173 de outros no primeiro escrutínio. Com Hoover inclinado a interferir na seleção de seu companheiro de chapa, os líderes do partido foram os primeiros a dar parcialmente preferência a Dawes para um segundo mandato como vice, mas quando essa informação vazou, Coolidge enviou um telegrama furioso dizendo que ele iria considerar essa segunda indicação para Dawes, que ele detestava, como uma "afronta pessoal". Para atrair votos dos agricultores, preocupados sobre a orientação dos pró-empresas de Hoover, foi oferecida a vice-presidência para Charles Curtis, que aceitou. Ele foi indicado por 1.052 votos contra 34 de outros no primeiro escrutínio.
Em seu discurso de aceitação do convite uma semana após a convenção ter terminado, o Secretário Hoover disse: "Nós nos Estados Unidos hoje estamos mais perto do triunfo final sobre a pobreza do que nunca antes na história deste país... Vamos logo com a ajuda de Deus ver de vista o dia em que a pobreza será banida da terra."

### Convenção Nacional doPartido Democratade 1928
A Convenção Nacional Democrata foi realizada entre 26 e 28 de junho em Houston. Alfred Emanuel Smith tornou-se o candidato no primeiro escrutínio, com 850 votos contra 72 de Cordell Hull e 309 de outros. A liderança pediu aos delegados para indicarem o senador Joseph Taylor Robinson de Arkansas para ser seu companheiro de chapa, o que foi aceito.
Smith foi o primeiro católico a ganhar indicação de um grande partido à presidência, e sua religião se tornou uma questão durante a campanha. Muitos protestantes temiam que Smith recebesse ordens dos líderes da igreja em Roma na tomada de decisões que afetavam o país.

### Outras convenções de 1928
| Outras convenções de 1928         | Outras convenções de 1928                              | Outras convenções de 1928 |
| Local e data                      | Partido                                                | Candidato presidencial    |
| --------------------------------- | ------------------------------------------------------ | ------------------------- |
| Nova Iorque entre 12 e 22 de maio | Partido Socialista Trabalhista (Socialist Labor Party) | Verne L. Reynolds         |
| Nova Iorque entre 25 e 26 de maio | Partido dos Trabalhadores (Worker's Party)             | William Zebulon Foster    |
| Chicago entre 10 e 12 de julho    | Partido Trabalho Agricultor (Farmer Labor Party)       | Frank E. Webb             |

### Galeria dos candidatos a presidente em 1928

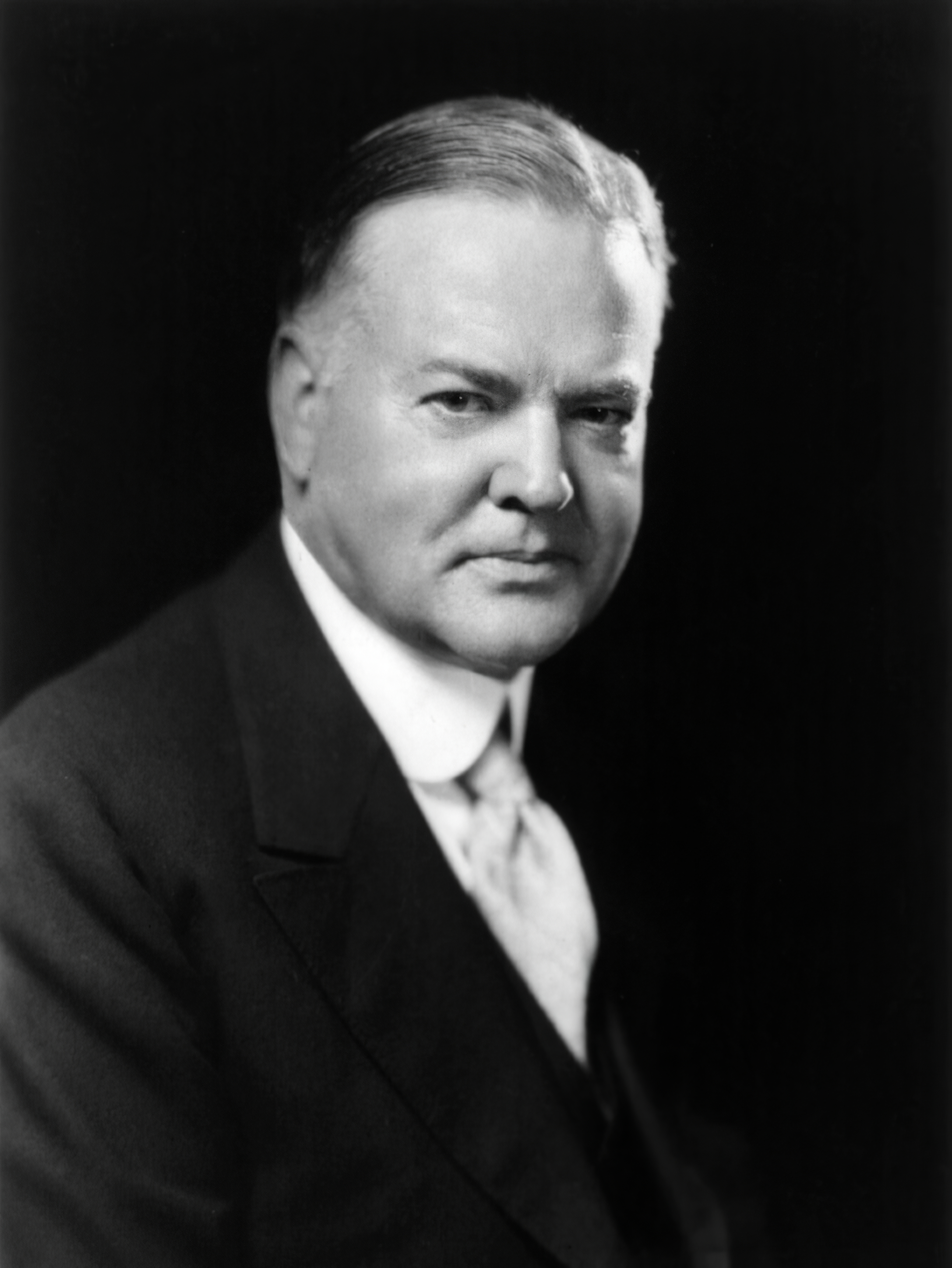
Herbert Hoover (Vencedor - 1º colocado)
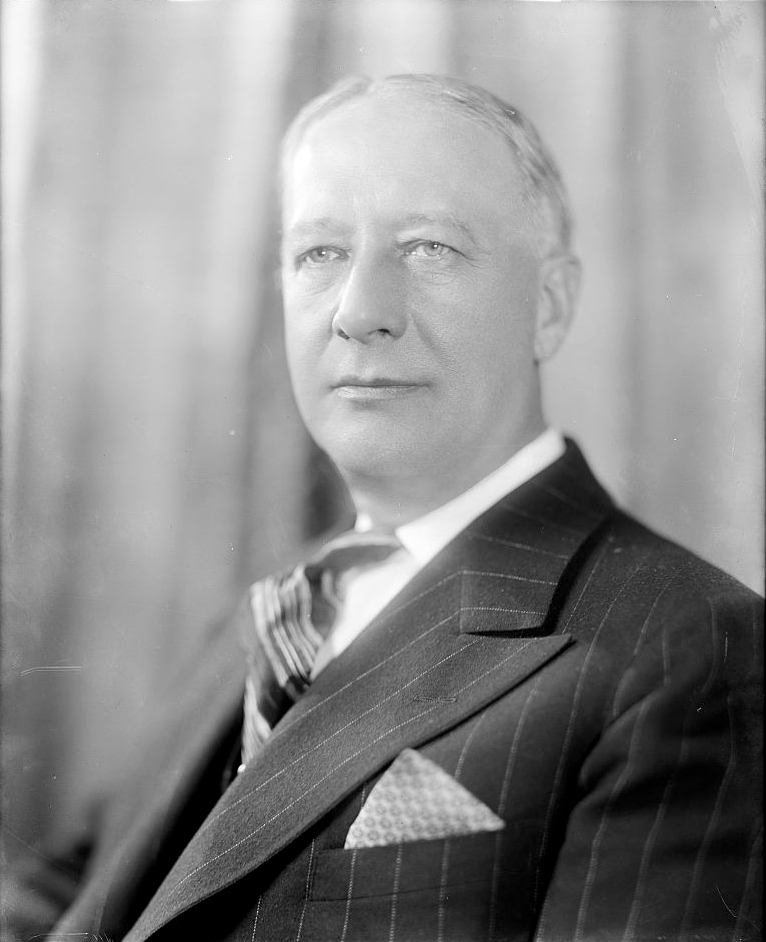
Al Smith (2º mais votado)
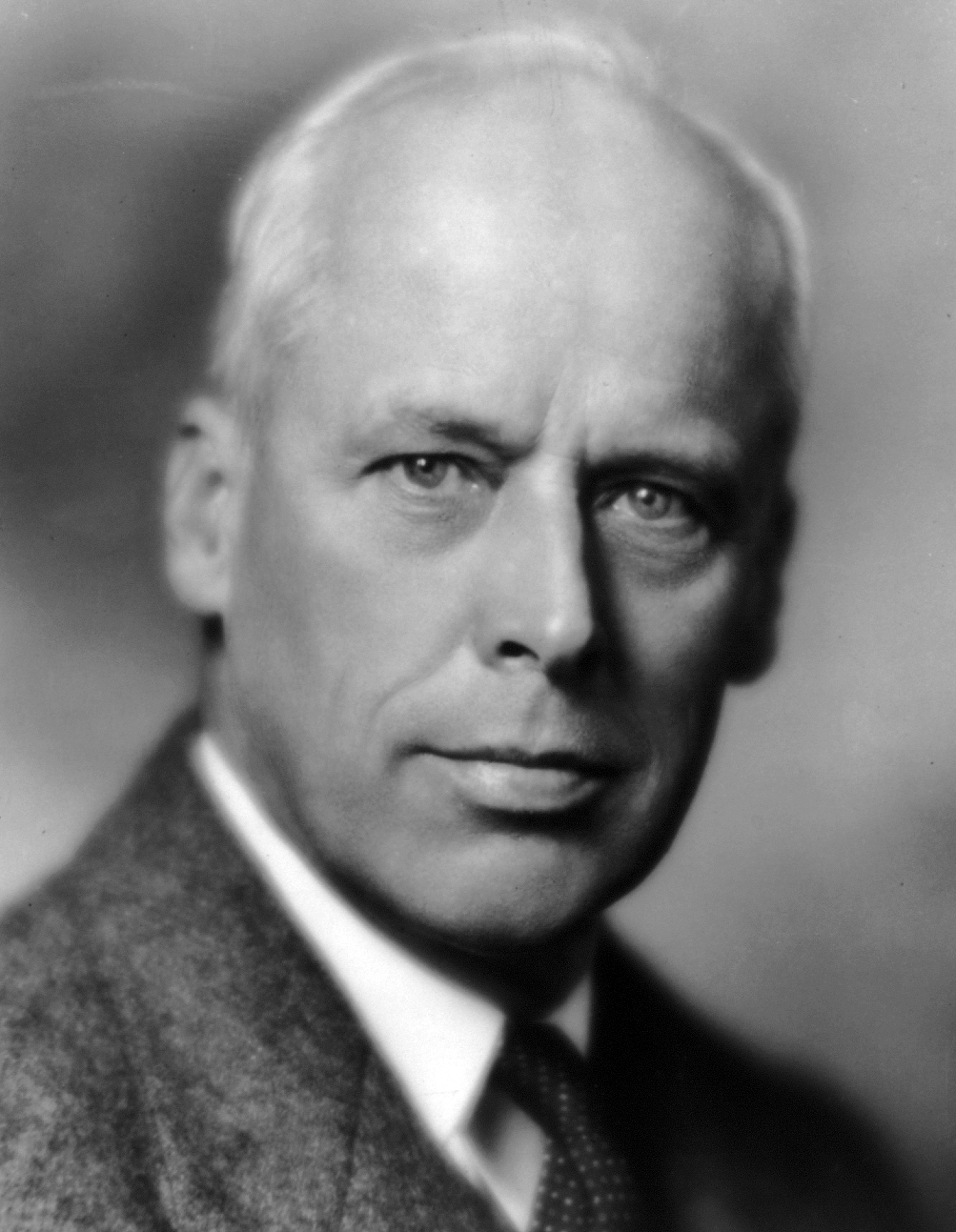
Norman Thomas (3º mais votado)
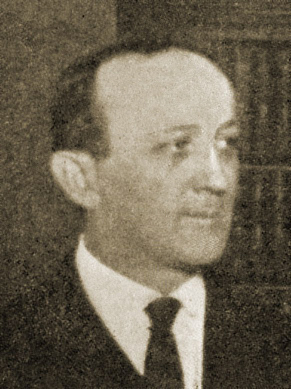
William Z. Foster (4º mais votado)

## Resultados
| Candidato presidencial                                           | Partido                                                          | Estado de origem                                                 | Voto popular                                                     | Voto popular                                                     | Colégio Eleitoral | Colégio Eleitoral | Running mate                | Running mate     | Running mate      |
| Candidato presidencial                                           | Partido                                                          | Estado de origem                                                 | Votos                                                            | %                                                                | Votos             | %                 | Candidato vice-presidencial | Estado de origem | Colégio Eleitoral |
| ---------------------------------------------------------------- | ---------------------------------------------------------------- | ---------------------------------------------------------------- | ---------------------------------------------------------------- | ---------------------------------------------------------------- | ----------------- | ----------------- | --------------------------- | ---------------- | ----------------- |
| Herbert Hoover                                                   | Partido Republicano                                              | Iowa                                                             | 21.427.123                                                       | 58,21%                                                           | 444               | 83,6%             | Charles Curtis              | Kansas           | 444               |
| Al Smith                                                         | Partido Democrata                                                | Nova Iorque                                                      | 15.015.464                                                       | 40,8%                                                            | 87                | 16,4%             | Joseph Taylor Robinson      | Arkansas         | 87                |
| Norman Thomas                                                    | Partido Socialista da América                                    | Ohio                                                             | 267.478                                                          | 0,7%                                                             | 0                 | 0%                | James H. Maurer             | Pensilvânia      | 0                 |
| William Z. Foster                                                | Comunista                                                        | Massachusetts                                                    | 48.551                                                           | 0,1%                                                             | 0                 | 0%                | Benjamin Gitlow             | Nova Jersey      | 0                 |
| Outros                                                           | Outros                                                           | Outros                                                           | 48.396                                                           | 0,1%                                                             | 0                 | 0%                | Outros                      | Outros           | 0                 |
| Total                                                            | Total                                                            | Total                                                            | 36.807.012                                                       | 100%                                                             | 531               |                   |                             |                  | 531               |
| Votos minímos do Colégio Eleitoral de que se precisa para vencer | Votos minímos do Colégio Eleitoral de que se precisa para vencer | Votos minímos do Colégio Eleitoral de que se precisa para vencer | Votos minímos do Colégio Eleitoral de que se precisa para vencer | Votos minímos do Colégio Eleitoral de que se precisa para vencer | 266               |                   |                             |                  | 266               |

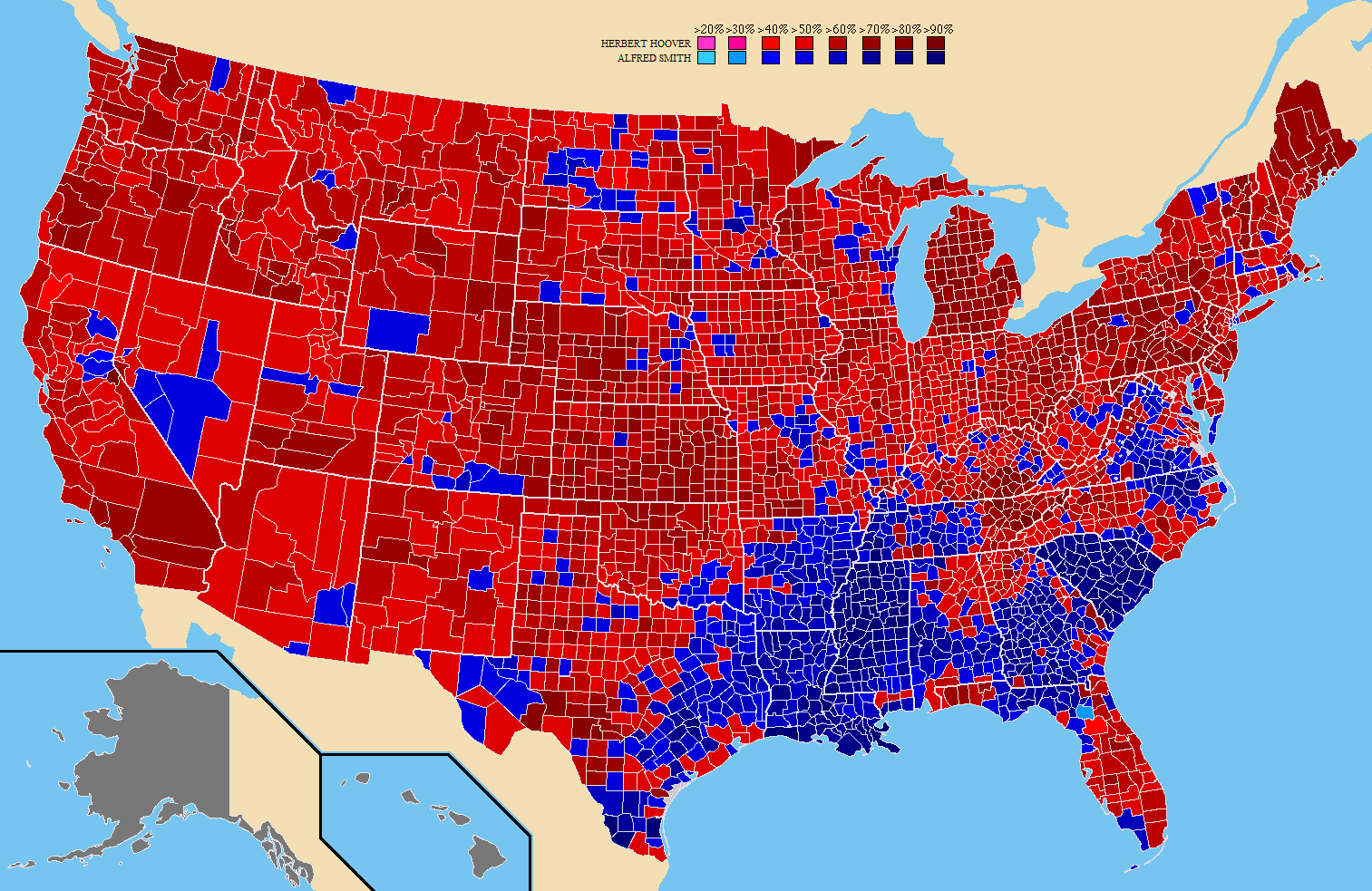
Resultados por condados:
Herbert Hoover
Al Smith

Fonte - Voto popular: Colégio Eleitoral: 